# Ascari KZ1

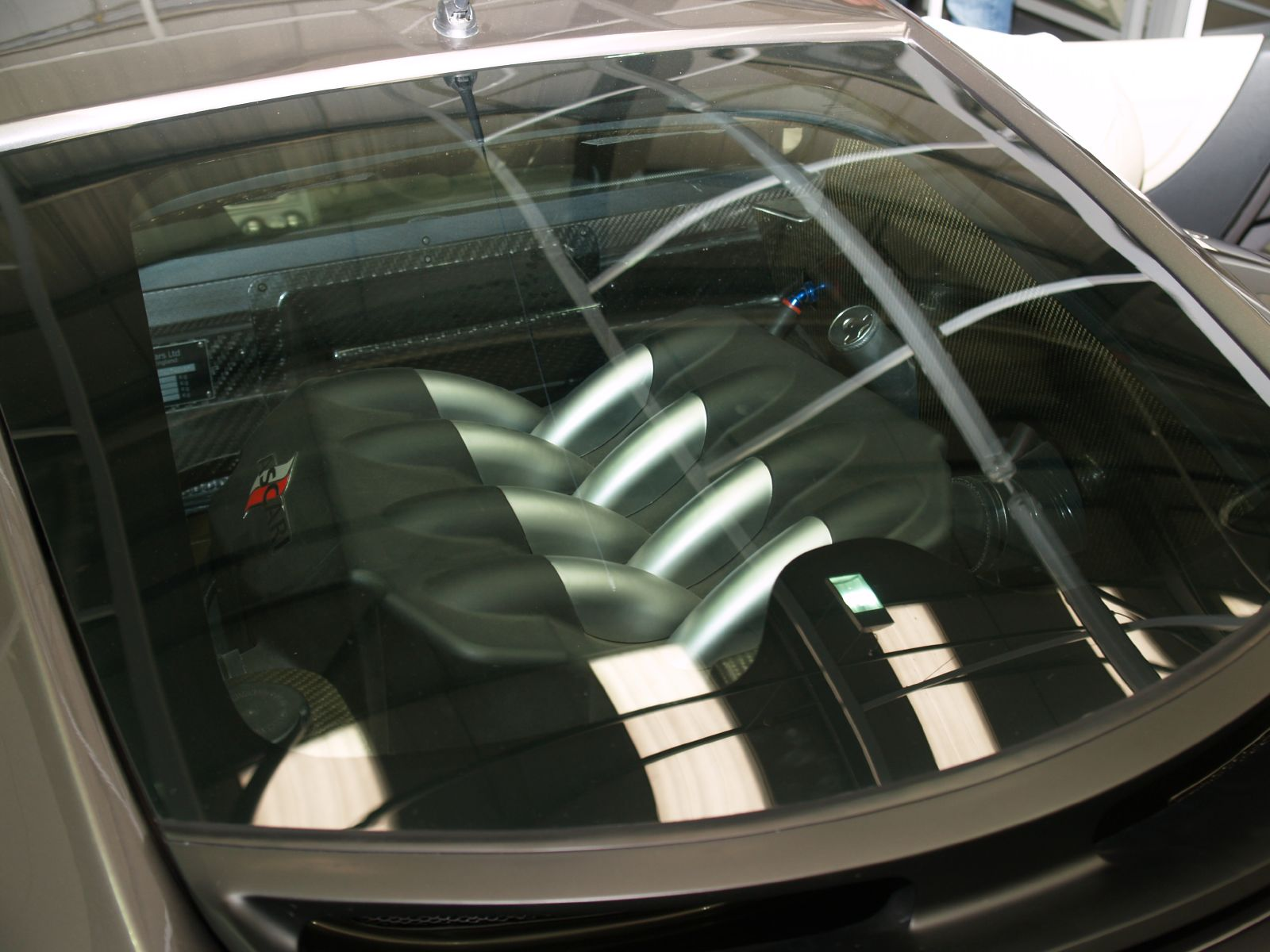
Silnik KZ1 od BMW

Ascari KZ1 – supersamochód produkowany przez brytyjską firmę Ascari. Potrafi on osiągnąć prędkość 200 mph (~320 km/h). Samochód ten wyposażony jest w silnik V8 o pojemności 4941 cm³, znany z samochodów BMW. Przyspieszenie od 0 do 60 mph (96 km/h) uzyskuje w  mniej niż cztery sekundy, co plasuje ten model w segmencie supersamochodów. Nazwa modelu wywodzi się od inicjałów właściciela firmy Ascari, Klaasa Zwarta, zamożnego holenderskiego biznesmena.
Powstanie jedynie pięćdziesiąt sztuk samochodów Ascari KZ1, co sprawia, że jest to jeden z najbardziej ekskluzywnych samochodów produkowanych obecnie; dla porównania, Ferrari Enzo powstało w 400 egzemplarzach. Cena samochodu wynosi 235,000 £; jest on w całości produkowany ręcznie przez 340 roboczogodzin.
Model KZ1 został zaprezentowany w listopadzie roku 2005 przez telewizję BBC w programie Top Gear, kierowca jadący tym samochodem osiągnął wówczas piąty czas na liście najlepszych czasów przejazdu okrążenia (czas przejazdu 1 minuta 20,7 sekund); obecnie KZ1 zajmuje dziesiąte miejsce; rekord obecnie należy do samochodu Ascari A10 (czas 1:17,3).
Samochodem tym można jeździć i ścigać się w grach komputerowych Test Drive: Unlimited i Juiced 2: HIN.

## Specyfikacja
Źródło:
| Silnik                 | S62 BMW M5 V8                                        |
| Umiejscowienie silnika | Centralnie ustawiony podłużnie                       |
| Doładowanie            | brak                                                 |
| Zawory                 | 4 zawory na cylinder; zmienne czasy otwarcia zaworów |
| Pojemność              | 4941 cm³                                             |
| Moc                    | 500 KM (373 kW) przy 7000 obr./min                   |
| Moc z jednego litra    | 101 KM z 1 litra (75,5 kW/L)                         |
| Stosunek masy do mocy  | 370 KM na tonę (280 W/kg)                            |
| Moment obrotowy        | 550 N·m przy 4500 obr./min                           |
| Skrzynia biegów        | 6-biegowa ręczna                                     |
| 0-60 mph               | 3,7 s                                                |